# Мохаммад Гашем Замані
Мохаммад Гашем Замані (пушту محمد هاشم زمانی; нар. 1928 — помер 10 червня 2005) — видатний афганський поет.

## Біографія
Мохаммад Гашем народився в 1928 році в селі Ламатак в провінції Кунар, Афганістан. Його батьком був Мір Заман Хан, який воював у Третій афгансько-британській війні і був генералом під час правління Шаха Аманулла-хана.
Гашем отримав початкову освіту при мечеті в рідному місті. Коли йому було всього 16 років, він і 100 інших членів його сім’ї були ув’язнені у в’язниці Дагемзанґ у Кабулі під приводом «політичного ув’язнення».
Перебуваючи у в’язниці, він познайомився з багатьма видатними діячами того часу, серед яких Якуб Хан Гунд Машр, Сарвар Джойя, доктор Махмуді та Машр Гулама Набі Хана Чархі з його сім'єю. Мохаммад Гашем провів 13 років у в'язниці Дагемзанг, під час яких він став свідком смерті 28 членів своєї сім'ї через різні захворювання та недоїдання. Замані та його сім'я перебували у вигнанні в провінції Герат ще вісім років після 13 років ув'язнення.
Він представляв народ Кунара на Джирзі, яка проходила під час президентства Мухаммеда Дауд Хана.
Мохаммад Гашем знайшов притулок у Пешаварі, Пакистан, після радянського вторгнення в Афганістан наприкінці 1979 року. Він завжди був у русі та брав участь у різноманітних міжнародних конференціях та зборах. Одного разу він іммігрував до Сполучених Штатів у 1987 році та оселився в районі затоки Сан-Франциско, Каліфорнія.
Мохаммед Гашем продовжував писати, незважаючи на дуже погане здоров’я через другу зупинку серця і першу зупинку серця в 1990 році, яка паралізувала половину його тіла. За цей час він написав другу частину «Розсіяних табунів» і «Збірник поранених сердець», а також «Спогади в’язня». В останню ніч свого життя навіть працював над другим томом своєї книги «Факультет революції».
Мохаммад Гашем Замані помер від серцевого нападу 10 червня 2005 року у віці 76 років у Хейворді, Каліфорнія. Його тіло привезли в Афганістан і поховали в рідному місті провінції Кунар.

## Академічне життя
Свої перші вірші Мохаммад Гашем склав у в'язниці і зібрав під збірку «Ехсас Зандані». Його творчі вірші, статті та твори широко публікувалися різними відомими афганськими видавцями, такими як «Аніс», «Хейвад», «Іслах», «Варанґе», «Сістан», «Афганський світанок», «Пробудження та Єдність ісламу».
"Білий ведмідь" була першою книгою того часу під час радянсько-афганської війни. Цю книгу перекладено англійською, а її частини — французькою, італійською та іспанською мовами.

## Опубліковані книги
- Почуття ув'язненого
- Мемуари в'язня
- Полярний ведмідь
- Велике Жертвопринесення
- Людожерська чума
- Велика Жертвопринесення (2 том).
- Розсіяні зграї
- Арман Азаді
- Російський дракон
- Поранене серце